# Équipe d'Islande de football au Championnat d'Europe 2016
Cet article relate le parcours de l'Équipe d'Islande de football lors du Championnat d'Europe de football 2016 organisé en France du 10 juin au 10 juillet 2016.
C'est la première qualification de l'Islande à une phase finale de championnat d'Europe. L'équipe se qualifie pour les huitièmes de finale, où elle élimine l'Angleterre sur le score de 2 buts à 1. Elle s'arrête en quarts de finale, battue par la France 5 buts à 2 avec les honneurs. Elle constitue l'une des plus belles surprises de cet Euro pendant lequel sont loués sa vaillance et son collectif.
Les supporters islandais s'y font par ailleurs remarquer pour leur joie, leur amabilité et leur clapping traditionnel, repris par l'équipe de France en demi-finale contre l'Allemagne (victoire française 0-2).

## Effectif
Voici la liste des vingt-trois joueurs convoqués pour disputer la phase finale de l'Euro 2016 en France, dévoilée par les sélectionneurs Heimir Hallgrímsson et Lars Lagerbäck le 9 mai 2016.
La particularité de l'équipe est qu'aucun des vingt-trois joueurs sélectionnés ne jouent dans un club islandais.
Sélections et buts actualisés le 7 juin 2016, après la rencontre amicale face au Liechtenstein.
| N° | Pos. | Nom                       | Date de naissance  | Sélections | Buts | Club                 |
| -- | ---- | ------------------------- | ------------------ | ---------- | ---- | -------------------- |
| 1  | GB   | Hannes Þór Halldórsson    | 27 avril 1984      | 33         | 0    | FK Bodø/Glimt        |
| 12 | GB   | Ögmundur Kristinsson      | 19 juin 1989       | 11         | 0    | Hammarby IF          |
| 13 | GB   | Ingvar Jónsson            | 18 octobre 1989    | 5          | 0    | Sandefjord           |
|    |      |                           |                    |            |      |                      |
| 2  | DF   | Birkir Sævarsson          | 11 novembre 1984   | 57         | 1    | Hammarby IF          |
| 3  | DF   | Haukur Hauksson           | 1er septembre 1991 | 7          | 0    | AIK Fotboll          |
| 4  | DF   | Hjörtur Hermannsson       | 8 février 1995     | 3          | 0    | IFK Göteborg         |
| 5  | DF   | Sverrir Ingi Ingason      | 5 août 1993        | 6          | 2    | KSC Lokeren          |
| 6  | DF   | Ragnar Sigurðsson         | 19 juin 1986       | 56         | 1    | FK Krasnodar         |
| 14 | DF   | Kári Árnason              | 13 octobre 1982    | 47         | 2    | Malmö FF             |
| 19 | DF   | Hörður Björgvin Magnússon | 11 février 1993    | 5          | 0    | AC Cesena            |
| 23 | DF   | Ari Freyr Skúlason        | 14 mai 1987        | 38         | 0    | Odense Boldklub      |
|    |      |                           |                    |            |      |                      |
| 7  | AT   | Jóhann Berg Guðmundsson   | 27 octobre 1990    | 47         | 5    | Charlton Athletic    |
| 8  | ML   | Birkir Bjarnason          | 27 mai 1988        | 47         | 6    | FC Bâle              |
| 10 | ML   | Gylfi Sigurðsson          | 9 septembre 1989   | 39         | 13   | Swansea City         |
| 16 | ML   | Rúnar Már Sigurjónsson    | 18 juin 1990       | 11         | 1    | GIF Sundsvall        |
| 17 | ML   | Aron Gunnarsson           | 22 avril 1989      | 59         | 2    | Cardiff City         |
| 18 | ML   | Elmar Bjarnason           | 4 mars 1987        | 27         | 0    | AGF Århus            |
| 20 | ML   | Emil Hallfreðsson         | 29 juin 1984       | 54         | 1    | Udinese              |
| 21 | ML   | Arnór Ingvi Traustason    | 30 avril 1993      | 7          | 3    | IFK Norrköping       |
|    |      |                           |                    |            |      |                      |
| 9  | AT   | Kolbeinn Sigþórsson       | 14 mars 1990       | 39         | 20   | FC Nantes            |
| 11 | AT   | Alfreð Finnbogason        | 1er février 1989   | 34         | 8    | FC Augsbourg         |
| 15 | AT   | Jón Daði Böðvarsson       | 25 mai 1992        | 21         | 1    | 1. FC Kaiserslautern |
| 22 | AT   | Eidur Smári Guðjohnsen    | 15 septembre 1978  | 86         | 26   | Molde FK             |

## Qualifications
L'Islande termine deuxième de son groupe de qualification derrière la République tchèque.
| Rang | Équipe     | Pts | J  | G | N | P | Bp | Bc | Diff |  | Résultats (▼ dom., ► ext.) |     |     |     |     |     |     |
| ---- | ---------- | --- | -- | - | - | - | -- | -- | ---- |  | -------------------------- | --- | --- | --- | --- | --- | --- |
| 1    | Tchéquie   | 22  | 10 | 7 | 1 | 2 | 19 | 14 | +5   |  | Tchéquie                   |     | 2-1 | 0-2 | 2-1 | 2-1 | 1-1 |
| 2    | Islande    | 20  | 10 | 6 | 2 | 2 | 17 | 6  | +11  |  | Islande                    | 2-1 |     | 3-0 | 2-0 | 0-0 | 2-2 |
| 3    | Turquie    | 18  | 10 | 5 | 3 | 2 | 14 | 9  | +5   |  | Turquie                    | 1-2 | 1-0 |     | 3-0 | 3-1 | 1-1 |
| 4    | Pays-Bas   | 13  | 10 | 4 | 1 | 5 | 17 | 14 | +3   |  | Pays-Bas                   | 2-3 | 0-1 | 1-1 |     | 3-1 | 6-0 |
| 5    | Kazakhstan | 5   | 10 | 1 | 2 | 7 | 7  | 18 | -11  |  | Kazakhstan                 | 2-4 | 0-3 | 0-1 | 1-2 |     | 0-0 |
| 6    | Lettonie   | 5   | 10 | 0 | 5 | 5 | 6  | 19 | -13  |  | Lettonie                   | 1-2 | 0-3 | 1-1 | 0-2 | 0-1 |     |

## Matchs de préparation
L'équipe d'Islande dispute deux rencontres dans le cadre de sa préparation pour le tournoi final, en Norvège puis à Reykjavik, face au Liechtenstein.
| 1er juin 2016 | Norvège                                  | 3 - 2 | Islande                             | Ullevaal Stadion, Oslo   |                          |
| 19:45         | Johansen 1re · Helland 41e · Sørloth 67e |       | 36e Ingason · 81e (pen.) Sigurðsson | Arbitrage : Kevin Clancy | Arbitrage : Kevin Clancy |
| 19:45         | (Rapport)                                |       |                                     | Arbitrage : Kevin Clancy | Arbitrage : Kevin Clancy |

| 6 juin 2016 | Islande                                                           | 4 - 0 | Liechtenstein | Laugardalsvöllur, Reykjavik |                           |
| 19:30       | Sigþórsson 10e · Sævarsson 20e · Finnbogason 42e · Guðjohnsen 82e |       |               | Arbitrage : Marcin Borski   | Arbitrage : Marcin Borski |
| 19:30       | (Rapport)                                                         |       |               | Arbitrage : Marcin Borski   | Arbitrage : Marcin Borski |

## Phase finale

### Premier tour - groupe F
L'Islande se trouve dans le groupe F avec le Portugal, l'Autriche et la Hongrie.
L'Islande se qualifie en se classant deuxième avec deux matches nuls, contre le Portugal et la Hongrie, et une victoire,sur le score de deux buts à un contre l'Autriche.
| Rang | Équipe   | Pts | J | G | N | P | Bp | Bc | Diff |
| ---- | -------- | --- | - | - | - | - | -- | -- | ---- |
| 1    | Hongrie  | 5   | 3 | 1 | 2 | 0 | 6  | 4  | +2   |
| 2    | Islande  | 5   | 3 | 1 | 2 | 0 | 4  | 3  | +1   |
| 3    | Portugal | 3   | 3 | 0 | 3 | 0 | 4  | 4  | 0    |
| 4    | Autriche | 1   | 3 | 0 | 1 | 2 | 1  | 4  | -3   |

     Équipes directement qualifiées ;      Équipe qualifiée en tant que meilleure 3e ; Pts : points ; J : matchs joués ; G : matchs gagnés ; N : matchs nuls ; P : matchs perdus ;

Bp : buts pour ; Bc : buts contre ; Diff : différence de buts.
| Match 12                                             | Portugal          | 1 - 1   | Islande                         | Stade Geoffroy-Guichard, Saint-Étienne        |                                               |
| 14 juin 2016 · 21 h CEST · Historique des rencontres | ( Gomes) Nani 31e | (1 - 0) | 50e B. Bjarnason (Guðmundsson ) | Spectateurs : 38 742 Arbitrage : Cüneyt Çakır | Spectateurs : 38 742 Arbitrage : Cüneyt Çakır |
| 14 juin 2016 · 21 h CEST · Historique des rencontres | Rapport           |         |                                 | Spectateurs : 38 742 Arbitrage : Cüneyt Çakır | Spectateurs : 38 742 Arbitrage : Cüneyt Çakır |

| Match 23                                             | Islande                  | 1 - 1   | Hongrie             | Stade Vélodrome, Marseille                         |                                                    |
| 18 juin 2016 · 18 h CEST · Historique des rencontres | G. Sigurðsson 40e (pen.) | (1 - 0) | 88e (csc) Sævarsson | Spectateurs : 60 842 Arbitrage : Sergueï Karassiov | Spectateurs : 60 842 Arbitrage : Sergueï Karassiov |
| 18 juin 2016 · 18 h CEST · Historique des rencontres | Rapport                  |         |                     | Spectateurs : 60 842 Arbitrage : Sergueï Karassiov | Spectateurs : 60 842 Arbitrage : Sergueï Karassiov |

| Match 33                                             | Islande                                                         | 2 - 1   | Autriche   | Stade de France, Saint-Denis                      |                                                   |
| 22 juin 2016 · 18 h CEST · Historique des rencontres | ( Árnason) Böðvarsson 18e · ( Teddy Bjarnason) Traustason 90+4e | (1 - 0) | 60e Schöpf | Spectateurs : 68 714 Arbitrage : Szymon Marciniak | Spectateurs : 68 714 Arbitrage : Szymon Marciniak |
| 22 juin 2016 · 18 h CEST · Historique des rencontres | Rapport                                                         |         |            | Spectateurs : 68 714 Arbitrage : Szymon Marciniak | Spectateurs : 68 714 Arbitrage : Szymon Marciniak |

### Huitième de finale
| Match 44                                             | Angleterre       | 1 - 2   | Islande                                                    | Allianz Riviera, Nice                          |                                                |
| 27 juin 2016 · 21 h CEST · Historique des rencontres | Rooney 4e (pen.) | (1 - 2) | 6e R. Sigurðsson (Árnason ) · 18e Sigþórsson (Böðvarsson ) | Spectateurs : 33 901 Arbitrage : Damir Skomina | Spectateurs : 33 901 Arbitrage : Damir Skomina |
| 27 juin 2016 · 21 h CEST · Historique des rencontres | Rapport          |         |                                                            | Spectateurs : 33 901 Arbitrage : Damir Skomina | Spectateurs : 33 901 Arbitrage : Damir Skomina |

Menés dès la 4e minute par un pénalty de Wayne Rooney, les islandais répliquent moins de deux minutes après : sur une touche longue de Gunnarsson, Sigurðsson remet les deux équipes sur un pied d'égalité. Moins de quinze minutes plus tard, Sigþórsson donne l'avantage à l'Islande. Les islandais parviennent par la suite à déjouer les multiples tentatives anglaises et manquent d'aggraver le score à plusieurs reprises sur contre-attaque, notamment à la 84e minute par Gunnarson. L'Islande finit par l'emporter et se qualifie pour les quarts de finale.

### Quart de finale
| Match 48                                               | France | 5 - 2   | Islande                                                        | Stade de France, Saint-Denis                   |                                                |
| 3 juillet 2016 · 21 h CEST · Historique des rencontres | ( Matuidi) Giroud 12e · ( Griezmann) Pogba 20e · ( Griezmann) Payet 43e · ( Giroud) Griezmann 45e · ( Payet) Giroud 59e | (4 - 0) | 56e Sigþórsson (G. Sigurðsson ) · 84e B. Bjarnason (Skúlason ) | Spectateurs : 76 833 Arbitrage : Björn Kuipers | Spectateurs : 76 833 Arbitrage : Björn Kuipers |
| 3 juillet 2016 · 21 h CEST · Historique des rencontres | Rapport |         |                                                                | Spectateurs : 76 833 Arbitrage : Björn Kuipers | Spectateurs : 76 833 Arbitrage : Björn Kuipers |

En quart de finale, l'Islande affronte la France à Saint-Denis. La 1re période est largement dominée par la France, qui mène 4-0 à la mi-temps grâce aux buts de Giroud, Pogba, Matuidi et Griezmann. Ce dernier a été impliqué dans 3 buts (2 passes décisives et 1 but). En 2e période, l'Islande se réveille et inscrit 2 buts (de Bjarnason et Sigþorson), en encaissant un seul de Giroud, qui signera ce soir-là un doublé. Le score final sera donc de 5-2 en faveur de la France, qui se qualifiera donc pour les demi-finales face à l'Allemagne, tandis que l'Islande sera éliminée de la compétition, mais en ayant vaincu l'Angleterre et en ayant été la plus belle surprise de cet Euro.